# Maesa japonica
Maesa japonica är en viveväxtart som först beskrevs av Carl Peter Thunberg, och fick sitt nu gällande namn av Alexandre Moritzi och Zoll. Maesa japonica ingår i släktet Maesa och familjen viveväxter. Inga underarter finns listade i Catalogue of Life.

## Bildgalleri

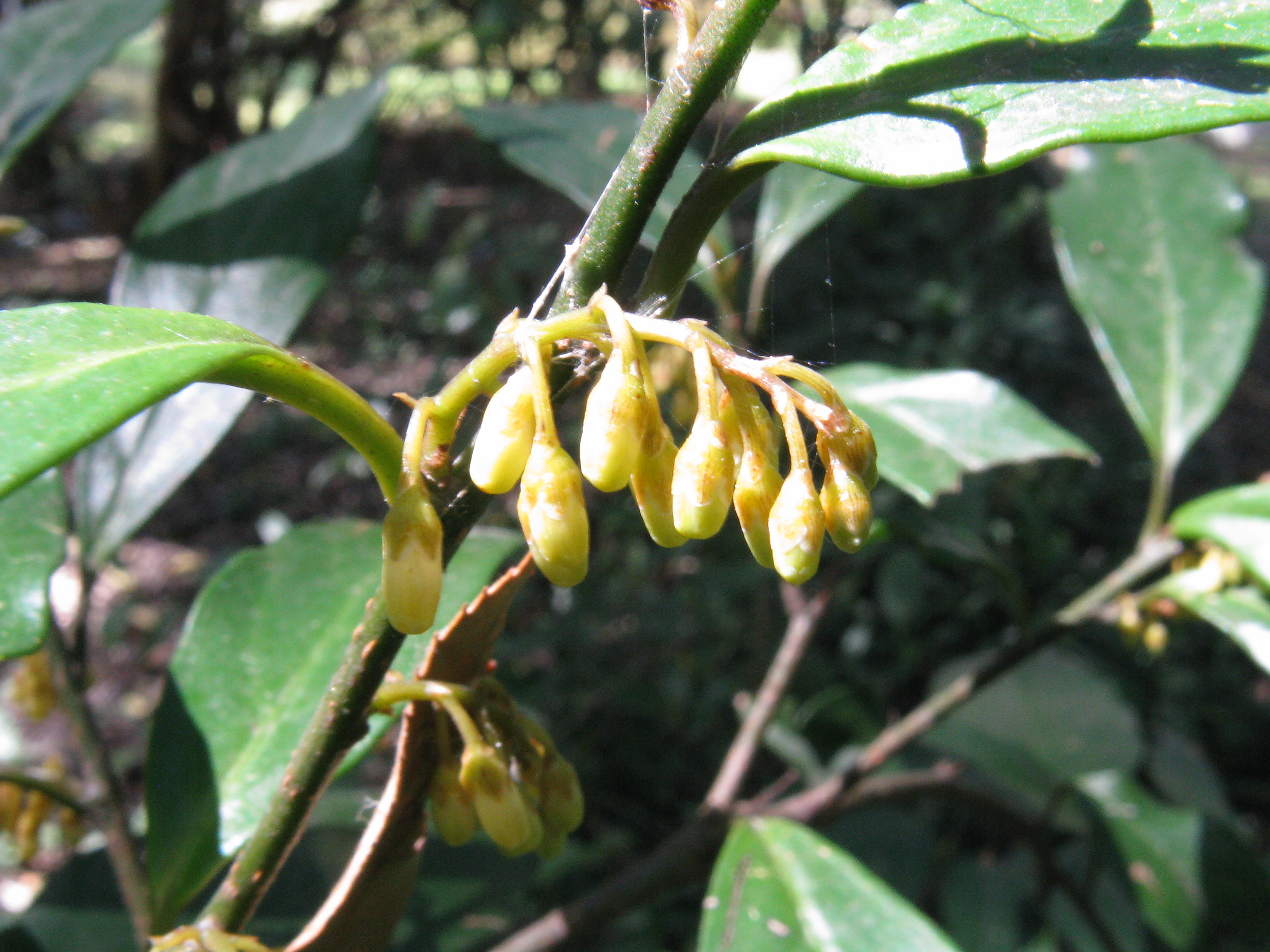
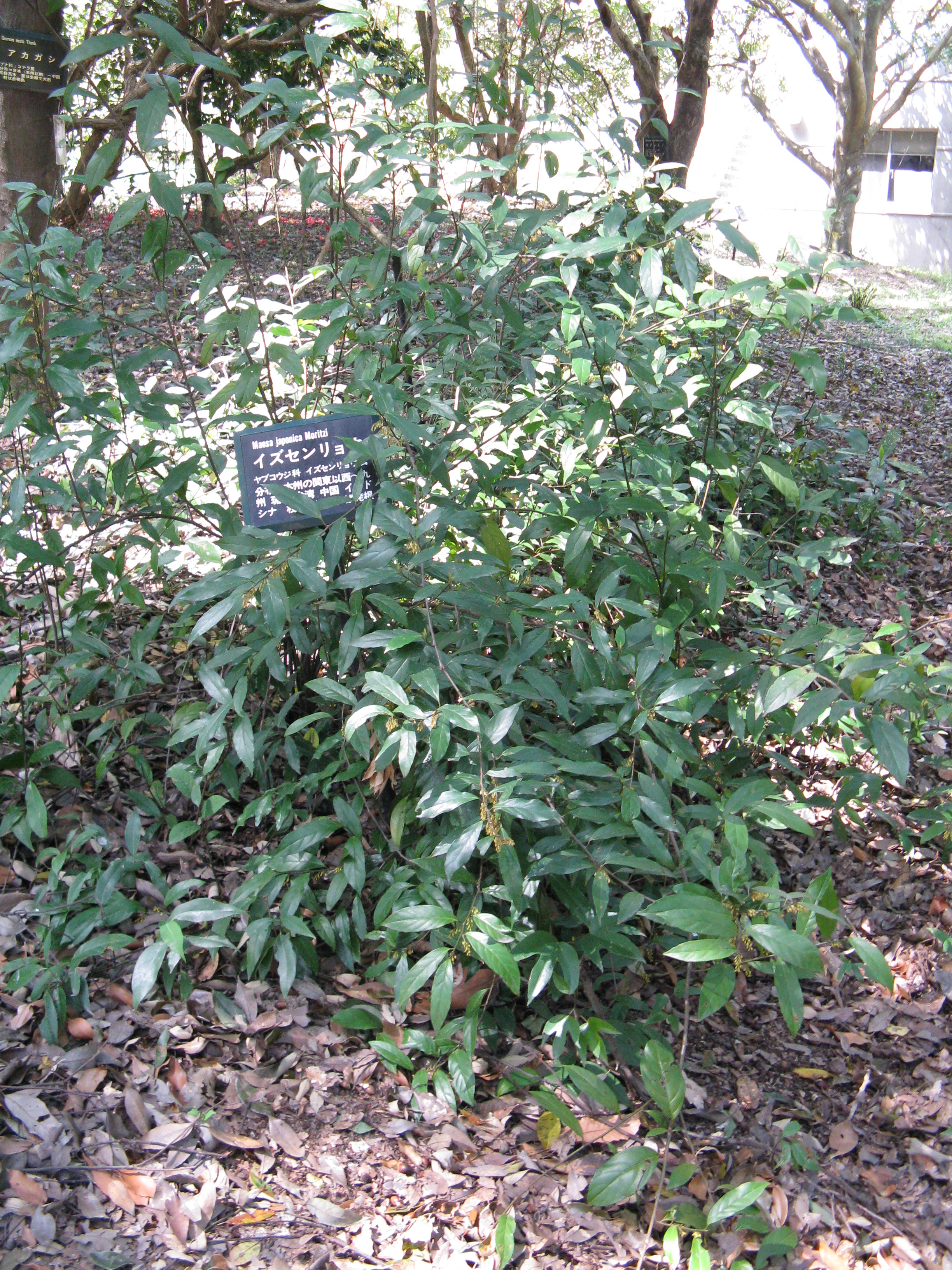
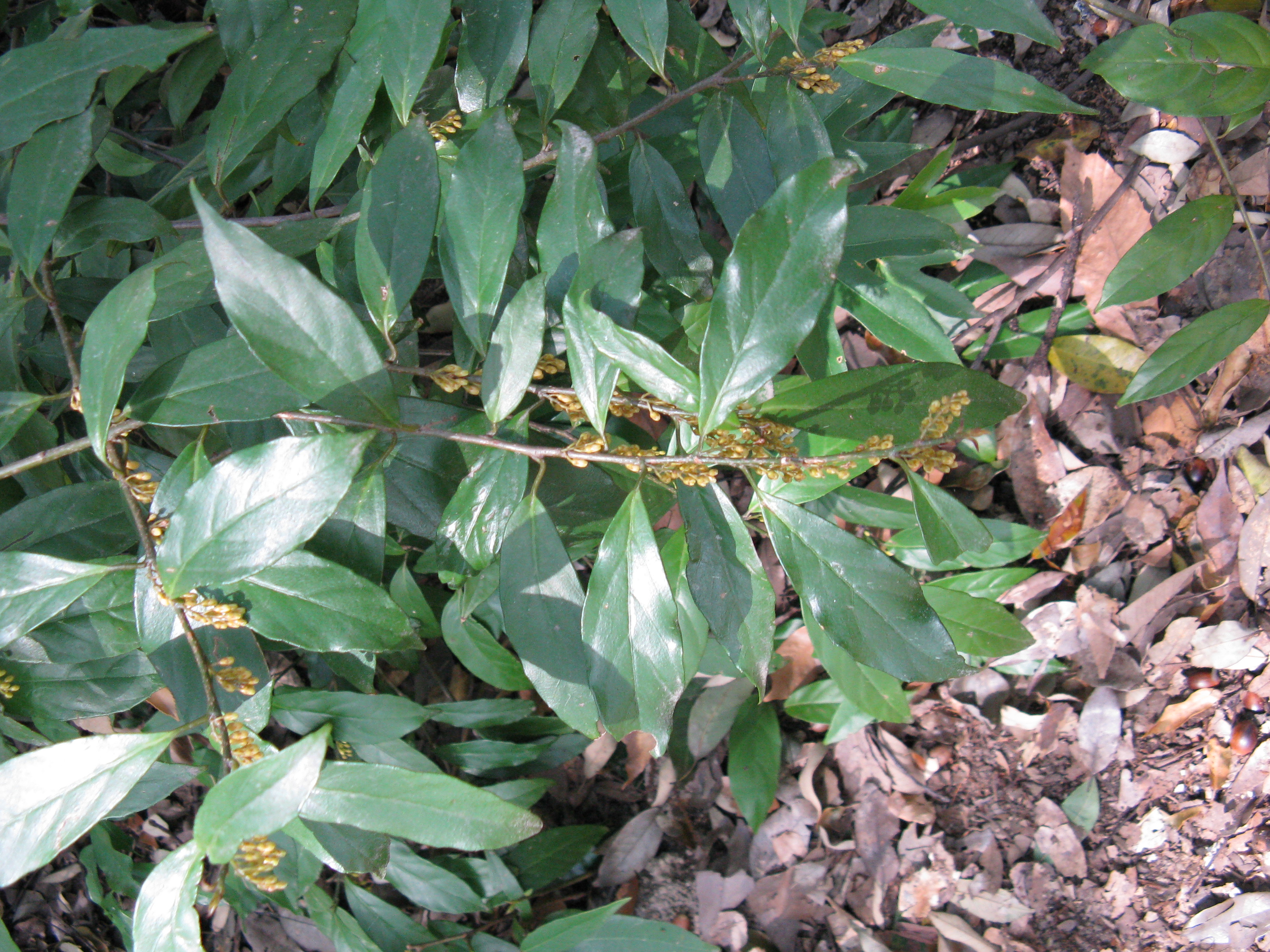